# Demonax dohertii
Demonax dohertii là một loài bọ cánh cứng trong họ Cerambycidae.